# Земля Ґреяма
Земля Ґреяма (англ. Graham Land), також Земля Ґрема, Грема, Ґрехема, Грехема, Греєма, Греема, Грейема — частина Антарктичного півострова на північ від лінії, що з'єднує  мис Джеремі і  мис Егессіз.
Його протяжність на північ від основної маси Антарктиди — 1200 км, а ширина з заходу на схід — в середньому 200 км. Найпівнічніша точка Землі Ґреяма — мис Прайм-Хед (63°13′ пд. ш. 57°18′ зх. д. / 63.217° пд. ш. 57.300° зх. д.) — є найпівнічнішою точкою материка і найближчою його частиною до Південної Америки. На заході Земля Ґреяма омивається водами моря Беллінсгаузена, на півночі — моря Скоша, на сході — моря Ведделла. На південь від цієї Землі розташовується Земля Палмера.

## Історія
Названа в 1832 році керівником британської антарктичної експедиції (1830—1833) Джоном Біско на честь Джеймса Ґреяма, в той час першого лорда Адміралтейства Британської імперії. У 1934–1937 роках однойменна британська експедиція за допомогою аерофотознімання довела, що Земля Ґреяма є не окремим від Антарктиди архіпелагом, а її півостровом.

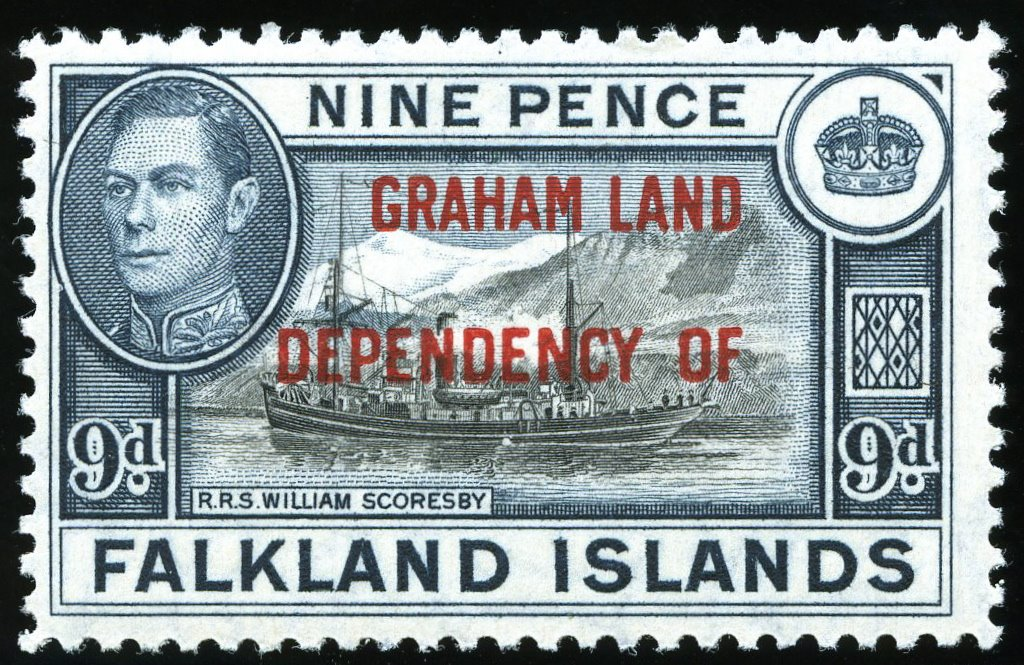
Поштова марка Фолклендських островів, надпечатана для використання на Землі Ґреяма (1944 рік)

До 1961 року на радянських, німецьких і британських географічних картах Землею Ґреяма називався весь нинішній Антарктичний півострів, на американських він же фігурував як Земля Палмера, на чилійських — Земля О'Гіґґінс, на аргентинських — Земля Сан-Мартіна. На 10-му Тихоокеанському науковому конгресі (1961) було рекомендовано залишити назву Земля Ґреяма лише за північною частиною півострова, а Земля Палмера — за південною.
У 1964 році це рішення підтримали профільні відомства Великої Британії і США, чим завершили свій давній спір. Однак в Чилі півострів і після цього нерідко згадується як «Земля О'Гіґґінс», а в Аргентині як «Тьєрра-де-Сан-Мартін».

## Сучасність
У політичному плані Земля Ґреяма є спірною територією: на неї одночасно претендують Велика Британія (з 1908 року), Чилі (з 1940 року) і Аргентина (з 1943 року). Вони відносять її, відповідно, до Британської Антарктичної Території, чилійської області Магальянес і Чилійська Антарктика і аргентинської провінції Вогняна Земля, Антарктида та острови Південної Атлантики. Утім, згідно з ратифікованою у 1961 році цими та багатьма іншими країнами світу Антарктичного договору, будь-які територіально-політичні домагання південніше 60° п. ш. заморожені.

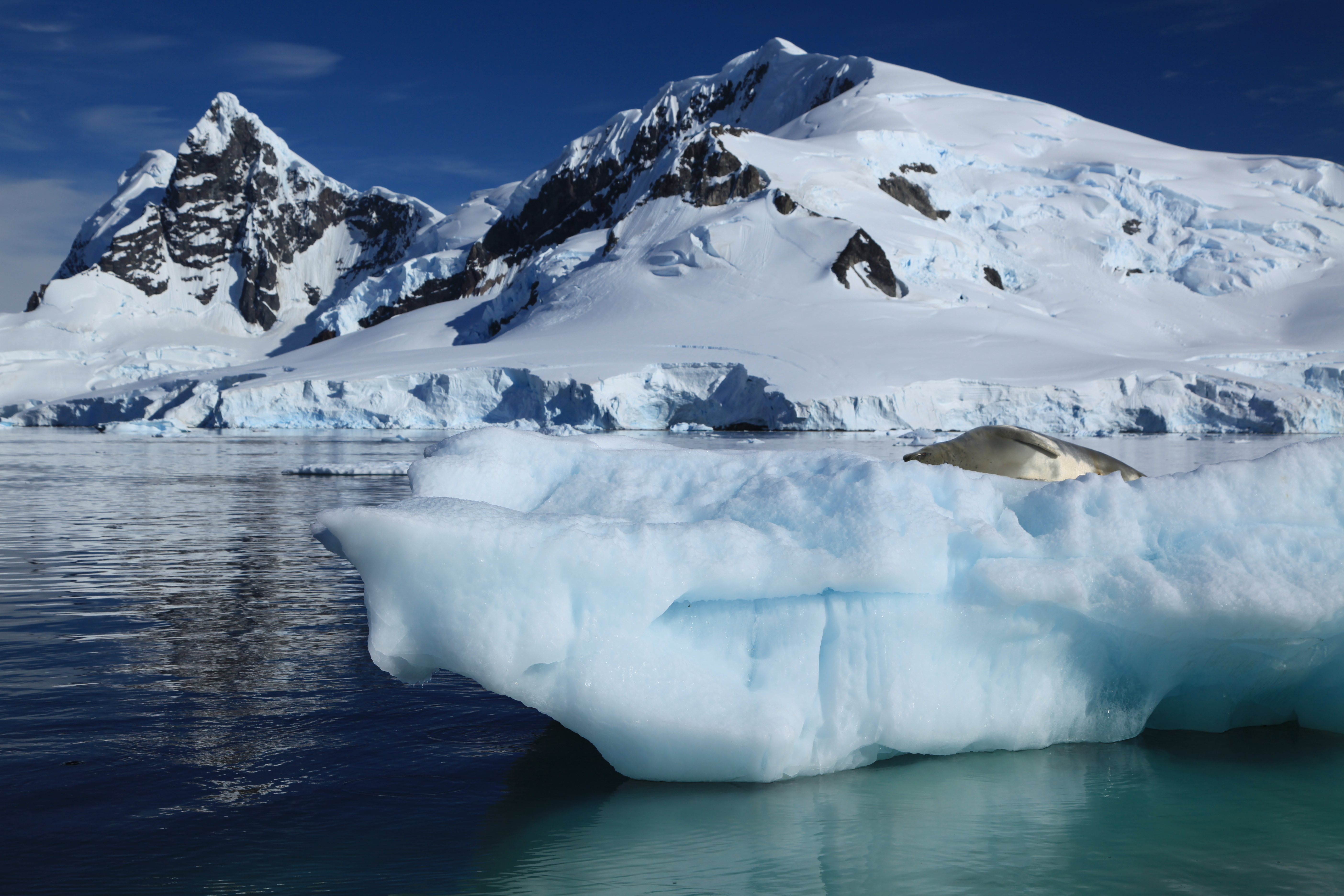
Земля Ґреяма

На Землі Ґреяма і прилеглих островах знаходиться безліч занедбаних і дійових полярних станцій різних країн світу. Серед останніх: Генераль-Бернардо-О'Хіггінс (Чилі), Беллінсгаузен (Росія), Команданте Ферраз (Бразилія), Ротера (Велика Британія), Сан-Мартін (Аргентина), Марамбіо (Аргентина), Есперанса (Аргентина), Капітан-Артуро-Прат (Чилі), Арцтовський (Польща), Палмер (США), Великий мур (КНР), Академік Вернадський (Україна).
На аргентинській станції «Есперанса» в 1978 році вперше в історії Антарктиди народилася людина, Еміліо Палма.